# Gương ferrofluid
Gương ferrofluid là một loại gương biến dạng có bề mặt là chất lỏng phản chiếu, thường được sử dụng trong quang học thích nghi. Nó được làm từ ferrofluid và các hạt sắt từ tính trong ethylene glycol, thành phần cơ bản của chất chống đông ô tô. Gương ferrofluid thay đổi hình dạng ngay lập tức khi từ trường thay đổi. Khi các hạt sắt từ thẳng hàng với từ trường, chất lỏng bị từ hóa và bề mặt của nó có được hình dạng được điều chỉnh bởi trạng thái cân bằng giữa các lực từ, lực hấp dẫn và sức căng bề mặt. Vì bất kỳ hình dạng nào cũng có thể được tạo ra bằng cách thay đổi hình học từ trường, điều khiển và hiệu chỉnh mặt sóng có thể đạt được. 

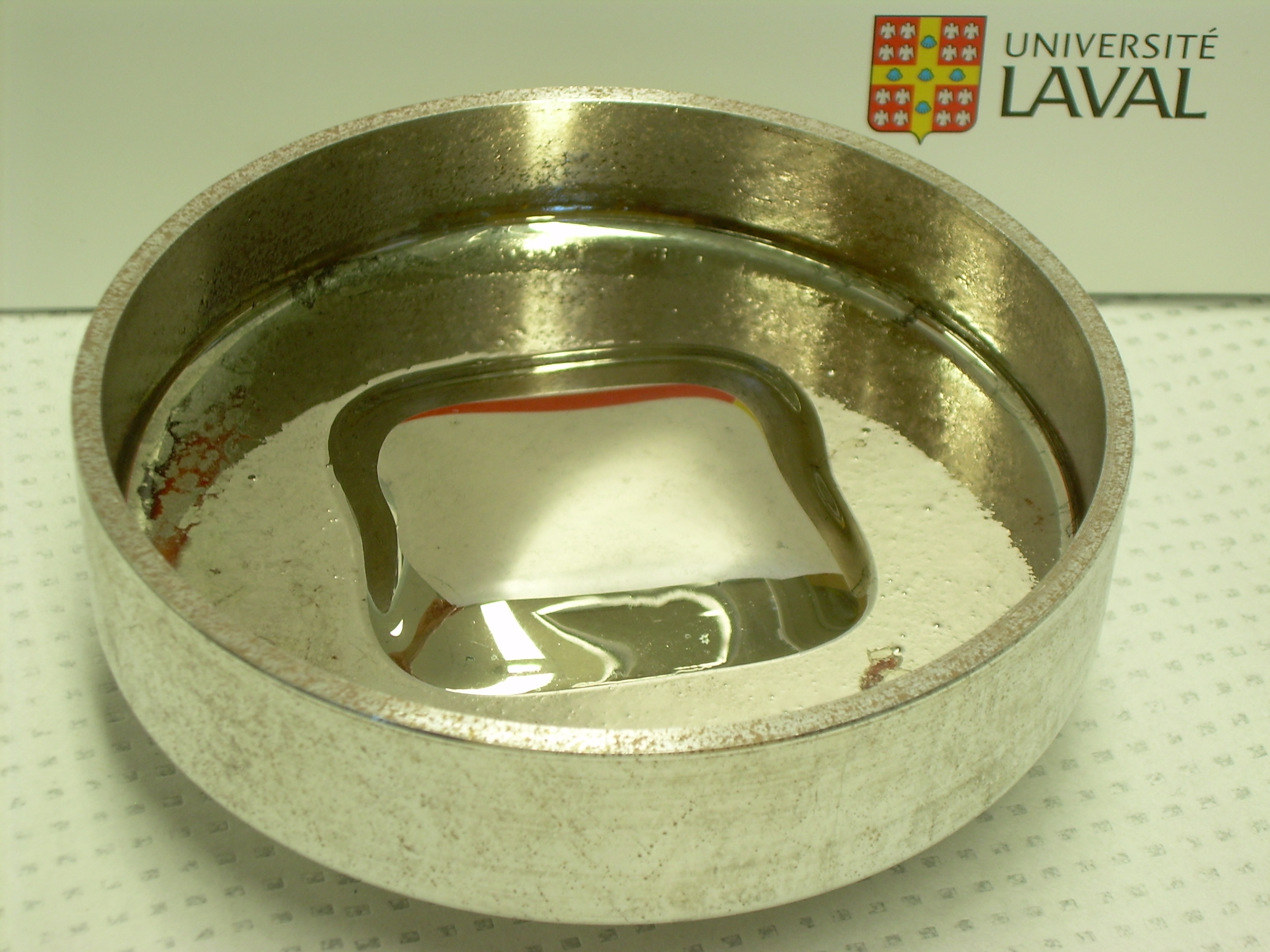
Gương biến dạng Ferrofluid

Một gương ferrofluid được điều khiển bởi một số cơ cấu chấp hành, thường được sắp xếp trong một hình lục giác. Ferrofluid tinh khiết có độ phản xạ thấp, vì vậy chúng phải được phủ một lớp phản chiếu. Ferrofluid gốc nước giữ lớp phản chiếu hiệu quả, nhưng nước bay hơi nhanh đến mức gương có thể biến mất trong vài giờ. Cho một hệ keo bạc mỏng gọi là màng giống chất lỏng kim loại (MELLF) trên bề mặt ferrofluid giải quyết vấn đề bay hơi nhanh và độ phản xạ thấp của ferrofluid tinh khiết. Sự kết hợp giữa chất lỏng và kim loại dẫn đến một bề mặt quang học lỏng có thể được định hình chính xác trong từ trường.

## Các ứng dụng

### Thiên văn học
Gương kính thiên văn Ferrofluid đã được chế tạo để thu được dữ liệu thiên văn và được sử dụng để chụp ảnh không gian sâu. Đối tượng nghiên cứu bao gồm các hành tinh ngoài hệ Mặt Trời. Tuy nhiên, thách thức chính mà các nhà thiên văn học và các nhà khoa học phải đối mặt là sự biến dạng hình ảnh do lỗi sóng mặt gây ra bởi bầu khí quyển. Giải pháp cho vấn đề này là tạo ra các gương có hình dạng bề mặt có thể điều khiển, được gọi là gương biến dạng. Gương Ferrofluid được sử dụng làm gương biến dạng vì khi ferrofluid tiếp xúc với từ trường, chất lỏng tạo thành hình dạng để giảm thiểu năng lượng của hệ bao gồm lực từ, lực hấp dẫn và sức căng bề mặt của chất long.

### Nhãn khoa
Trong khi gương ferrofluid được sử dụng rộng rãi trong kính thiên văn, gương ferrofluid cũng có thể được áp dụng trong lĩnh vực khoa học thị giác. Mắt người bị nhiều khiếm khuyết quang học. Các bác sĩ nhãn khoa nhìn vào mắt để phát hiện và chẩn đoán bệnh bằng cách kiểm tra võng mạc. Gương Ferrofluid có thể được điều chỉnh nhanh chóng để bù đắp cho những độ méo lớn ở mắt bị bệnh trong khi khám hoặc điều trị mắt. Họ có thể tạo ra các bề mặt có hình dạng phức tạp, do đó có thể được sử dụng để xác định hình dạng của thấu kính cho mắt người, thủy tinh thể. Điều này cho phép đo quang sai bậc cao của thấu kính tinh thể để có thể điều chỉnh chúng bằng các quy trình y tế thích hợp. Bề mặt tham chiếu có hình dạng từ tính có thể được sử dụng hơn nữa để xác minh sự hiệu chỉnh đối với thấu kính của mắt trước, trong hoặc sau khi làm thủ thuật.